# كاميرون هاويسون
كامرون هويسون (بالإنجليزية: Cameron Howieson)‏ (22 ديسمبر 1994 نيوزيلندا - ) هو لاعب كرة قدم نيوزلندي، يلعب كلاعب وسط.

## روابط خارجية
- كامرون هويسون على موقع الاتحاد الدولي (مؤرشف)  (الإنجليزية)
- كامرون هويسون على موقع قاعدة بيانات كرة القدم.إي يو (الإنجليزية)
- كامرون هويسون على موقع ناشيونال فوتبول تيمز (الإنجليزية)
- كامرون هويسون على موقع Soccerbase.com (لاعب) (الإنجليزية)
- كامرون هويسون على موقع Soccerway.com (الإنجليزية)
- كامرون هويسون على موقع أوليمبيديا (الإنجليزية)
- كامرون هويسون على موقع اللجنة الأولمبية النيوزيلندية (الإنجليزية)
- كامرون هويسون على موقع AS.com (الإسبانية)